# Lê Quý Kiệt
Lê Quý Kiệt (黎貴桀 ? – ?) là quan chức nhà Nguyễn trong lịch sử Việt Nam. Ông là con cả danh sĩ Lê Quý Đôn.

## Tiểu sử
Lê Quý Kiệt thông minh học giỏi sớm đỗ Cống sĩ được vào học ở Quốc tử giám. Cùng học ở Quốc tử giám với ông có Đinh Thì Trung một thần đồng bậc nhất thời đó và cùng dự thi Hội năm 1775. Kỳ đệ tứ hai người đổi quyển thi để làm bài. Đề thi kỳ đệ tứ là bài văn sách: "Chấn hưng uy vũ thu lại đất xưa" (chúa Trịnh Sâm đã dẹp được các cuộc.nổi loạn và lần đầu đẩy lùi được quân chúa Nguyễn vào tỉnh Quảng Nam, nên mới ra để như thế). Kết quả: Quý Kiệt đỗ thủ khoa, còn Đinh Trung xếp thứ 3.
Sách Khâm định Việt sử Thông giám Cương mục Chính biên, quyển XLIV, chép:
Tháng 10, mùa đông [Ất Mùi 1775]. Mở khoa thi hội các cống sĩ. Cho bọn Ngô Thế Trị và Phan Huy Ích 18 người đỗ Đồng tiến sĩ xuất thân; xử tội Đinh [Thì] Trung đày đi Viễn Châu; giam Lê Quý Kiệt vào ngục.
Quý Kiệt con Quý Đôn. Kỳ đệ tứ khoa thi này, Quý Kiệt cùng Đinh Thì Trung đổi quyển cho nhau để làm bài. Việc bị lộ, Đinh [Thì] Trung phải tội lưu đi Yên Quảng, Quý Kiệt phải trở về làm dân.
Đinh Thì Trung nhân phát giác bức thư riêng của Quý Kiệt và cáo tố là do Quý Đôn chủ sự. Trịnh Sâm lấy cớ Quý Đôn là bậc đại thần, bỏ đi không xét, mà luận thêm tội Quý Kiệt, bắt giam cấm ở ngục ở cửa Đông.

Thời Gia Long ông có dự thi Hương và đỗ Hương cống và được bổ nhiệm làm quan Thị trung trực học sĩ (Chánh tam phẩm).
Ông có công tìm đất để xây lăng Gia Long.
Quốc sử di biên viết: "Trước đây sai Thị trung trực học sĩ Lê Quý Kiệt sửa sơn lăng; Quý Kiệt nói đào đến huyệt tất có đất ngũ sắc, rồi quả nhiên đúng, vua cho là lạ ngày càng khen thưởng. Đến lúc làm nhà bên mộ, mưa gió to, vua sẩy chân ngã, quan lại đều sợ tản đi hết. Phò mã Trương Văn Minh đỡ vua dậy đưa ra khỏi huyệt".
Ông là con rể Nguyễn Bá Lân.